# Шосе 93 (Альберта)

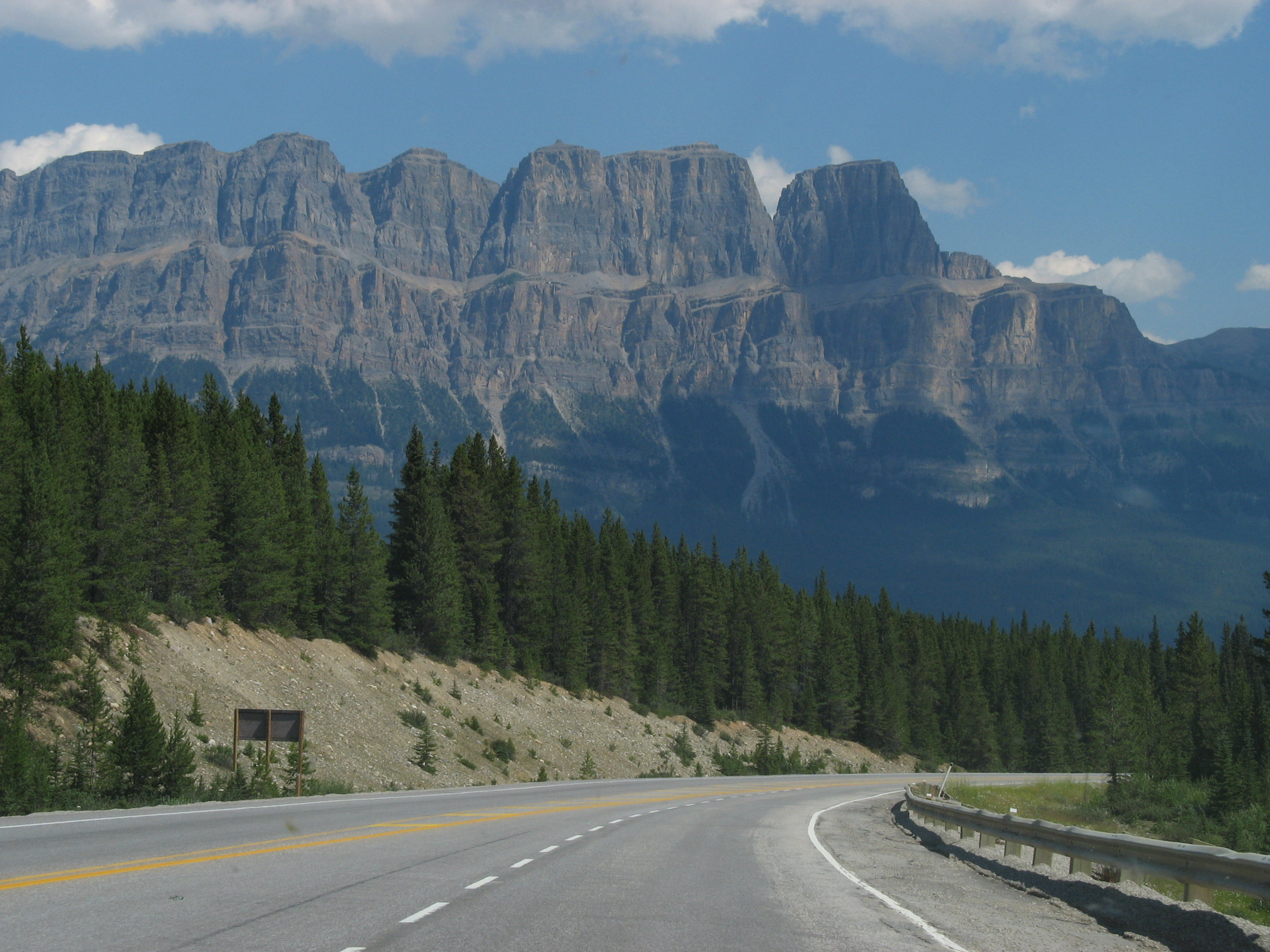
Замкова гора в національному парку Банф, як видно з шосе 93.

Шосе 93 — шосе з півночі на південь в Альберті, Канада. Також відоме як Banff-Windermere Parkway на південь від Трансканадського шосе (шосе 1) і Icefields Parkway на північ від Трансканадського шосе. Проходить через національні парки Банф і Джаспер і підтримується парками Канади протягом усієї довжини. Пролягає від кордону Британської Колумбії на перевалі Верміліон на півдні, де стає шосе Британської Колумбії 93, до кінцевої зупинки на перехресті з шосе Єлловгед (шосе 16) у Джаспері. Маршрут бере свій номер від US Route 93, який безперервно пролягає на південь до центральної Аризони, і був спочатку позначений як «93» у 1959 році.

## Опис маршруту
Південна частина маршруту є частиною шосе Банф-Віндермір, 104 км шосе, яке проходить від шосе 95 Британської Колумбії в Радіум Хот Спрінгс, через національний парк Кутеней і перевал Верміліон через Континентальний вододіл до перехрестя Трансканадського шосе (шосе 1) на Замковому перекресті. Фінальні 10 км шосе знаходяться в Альберті та національному парку Банф. До 1959 року шосе мало назву шосе 1B.